# Hockey Northwestern Ontario
Hockey Northwestern Ontario, tidigare Thunder Bay Amateur Hockey Association, är ett kanadensiskt delregionalt ishockeyförbund som ansvarar för all ishockeyverksamhet på amatörnivå i den kanadensiska provinsen Ontario:s nordvästra del (från Manitoba:s provinsgräns till väster om Sault Ste. Marie, 85:e breddgraden väster).
De hade 6 204 registrerade (5 105 spelare, 847 tränare och 252 domare) hos sig för säsongen 2017–2018.
Hockey Northwestern Ontario är medlem i det nationella ishockeyförbundet Hockey Canada.

## Ligor

### Aktiva
Följande ligor är sanktionerade av Hockey Northwestern Ontario:
- HNO Senior
- Superior International Junior Hockey League
- Thunder Bay Junior B Hockey League